# دلفين حوتي صائب
الدلافين الحوتية الصائبة (بالإنجليزية: Right whale dolphin)‏ هي حيتانيات تنتمي لجنس الدلافين الصائبة (الاسم العلمي: Lissodelphis)، وهي تتضمن الدلفين الحوتي الصائب الشمالي (الاسم العلمي: Lissodelphis borealis) والدلفين الحوتي الصائب الجنوبي (الاسم العلمي: Lissodelphis peronii).